# Hildegard Staehle
Hildegard Staehle, geborene Luther (* 20. April 1894 in Celle; † 16. Dezember 1945 in Berlin) war eine deutsche Sozialfürsorgerin, christliche Widerstandskämpferin gegen den Nationalsozialismus, Häftling im KZ Ravensbrück und Mitbegründerin der Christlich-Demokratischen Union Deutschlands (CDU) in der SBZ und Berlin.

## Leben
Hildegard Luther wurde nach dem entsprechenden Bildungsgang zur Sozialfürsorgerin ausgebildet. Nach ihrer Scheidung heiratete sie den Wehrmachtsoffizier Wilhelm Staehle, der aus nationalkonservativer Gesinnung das NS-Regime ablehnte. Das Ehepaar Staehle gehörte zur „Kirchlichen Hilfsstelle für evangelische Nichtarier“ und half aktiv Verfolgten. Weil Wilhelm Staehle Verbindungen unterhielt zum Widerstandskreis der Männer des 20. Juli 1944, wurde er inhaftiert und gegen Kriegsende von einem SS-Kommando ermordet. Hildegard wurde am 15. August 1944 in Celle verhaftet und in das KZ Ravensbrück eingeliefert.
Als die NS-Herrschaft beseitigt war, gehörte Staehle zu den Mitbegründern der CDU in Berlin und in der SBZ. Sie wurde Mitglied des CDU-Parteivorstands. Für ihre Partei nahm sie einen Sitz im Hauptausschuss der Opfer des Faschismus (OdF) ein. Zugleich war sie Vorsitzende des zentralen antifaschistischen Frauenausschusses und Leiterin der Abteilung Sozialwesen im Magistrat von Groß-Berlin.
Hildegard Staehle starb am 16. Dezember 1945 nach einem Autounfall im Dominikus-Krankenhaus in Hermsdorf. Zuletzt lebte sie am Hubertusweg 43 in Frohnau.

## Ehrungen
- Zur Ehrung des verdienstvollen Ehepaares wurde 1971 der westliche Abschnitt des Hubertusweges von Berlin-Frohnau in „Staehleweg“ umbenannt.

## Nachlass
Ein Teil ihres politischen Nachlasses befindet sich im Landesarchiv Berlin, Bestand C Rep. 118-01: Hauptausschuss „Opfer des Faschismus“ (OdF) / Referat Verfolgte des Naziregimes (VdN).